# Rafael Montes
Rafael Montes (27 de noviembre de 1923 – 8 de enero de 2012) fue un médico salvadoreño y tenor operístico.

## Biografía
Montes nació en San Salvador. Fue el hijo de Rosario Lemus de Montes y el Dr. Baltazar Montes, el fundador del Hospital Bloom, el Colegio Médico de El Salvador y la Escuela de Enfermeras. Como estudiante médico de cuarto año decidió seguir su pasión verdadera: música. Montes comenzó su carrera en su país nativo, Guatemala y Nicaragua en eventos organizados por Iris Sol, una muy conocida instructora en el país en el tiempo. A través de sus esfuerzos pudo ser aceptado en la Ópera de San Francisco en California. Mientras estaba en San Francisco, conoció al maestro de canto Bellini, quien vio un gran potencial en el joven Rafael y le ofreció una beca para entrenar bajo su mando. Bajo el mando de Bellini, Montes fue capaz de perfeccionar sus técnicas vocales pero también recibió entrenamiento en componer trabajos, interpretación escénica y cantando óperas, operetas y zarzuelas. 
Más tarde conoció a Francis Bloem, presidente de la compañía de artes escénicas de Beverly Hills, quien vio su potencial y lo envió a un concurso de canto en New Orleans, donde Montes obtuvo el tercer lugar. Se sorprendió gratamente cuando fue invitado a actuar en la conmemoración del 20 aniversario del bombardeo de Pearl Harbor en el Hotel Disneyland en Los Ángeles el 7 de diciembre de 1961. Interpretó el único número musical, acompañado al piano por Bloem.
Sus actuaciones posteriores lo llevaron a varios lugares de Estados Unidos, Argentina y otros países de América Latina. Además de su rol como tenor dramático, músico, guitarrista, compositor, entrenador de canto y profesor de música, también fue el fundador de la Ópera de El Salvador, que aún en sus primeros años contaba con 80 integrantes y un grupo de solistas. También fue director de cultura de la Universidad Nacional de El Salvador (1977-1979) y luego fundó el trío Mangoré. 

## Premios y reconocimiento
Placa de honor en el Centro Cultural de El Salvador en 2004, Premio Cultural, Reconocimiento por Lic. Antonia Portillo de Galindo especialidad en Voz, premios Canal 4 TV (El Salvador) en 2008, entre otros numerosos premios por el desarrollo de sus alumnos.

## Vida posterior
Se casó con Zoila Yolanda Díaz, quien también fue cantante en las décadas de 1940 y 1950. Con ella tuvo cinco hijos: Nora, Yolanda, Anabella, Marlene y Gina.